# Stephanopis monticola
Stephanopis monticola är en spindelart som beskrevs av Bradley 1871. Stephanopis monticola ingår i släktet Stephanopis och familjen krabbspindlar.
Artens utbredningsområde är New South Wales. Inga underarter finns listade i Catalogue of Life.